# Roswietha Zobelt
Roswietha Zobelt (nacida como Roswietha Reichel, 24 de noviembre de 1954) es una deportista de la RDA que compitió en remo.
Participó en dos Juegos Olímpicos de Verano en los años 1976 y 1980, obteniendo dos medallas, oro en Montreal 1976 y oro en Moscú 1980. Ganó cuatro medallas de oro en el Campeonato Mundial de Remo entre los años 1974 y 1979, y una medalla de oro en el Campeonato Europeo de Remo de 1973.

## Palmarés internacional
| Juegos Olímpicos   | Juegos Olímpicos         | Juegos Olímpicos | Juegos Olímpicos         |
| Año                | Lugar                    | Medalla          | Prueba                   |
| ------------------ | ------------------------ | ---------------- | ------------------------ |
| 1976               | Montreal (Canadá)        | Medalla de oro   | Cuatro scull con timonel |
| 1980               | Moscú (URSS)             | Medalla de oro   | Cuatro scull con timonel |
| Campeonato Mundial |                          |                  |                          |
| Año                | Lugar                    | Medalla          | Prueba                   |
| 1974               | Lucerna (Suiza)          | Medalla de oro   | Cuatro scull con timonel |
| 1975               | Nottingham (Reino Unido) | Medalla de oro   | Cuatro scull con timonel |
| 1977               | Ámsterdam (Países Bajos) | Medalla de oro   | Doble scull              |
| 1979               | Bled (Yugoslavia)        | Medalla de oro   | Cuatro scull con timonel |
| Campeonato Europeo |                          |                  |                          |
| Año                | Lugar                    | Medalla          | Prueba                   |
| 1973               | Moscú (URSS)             | Medalla de oro   | Cuatro scull con timonel |